# Magnus II. (Schweden)

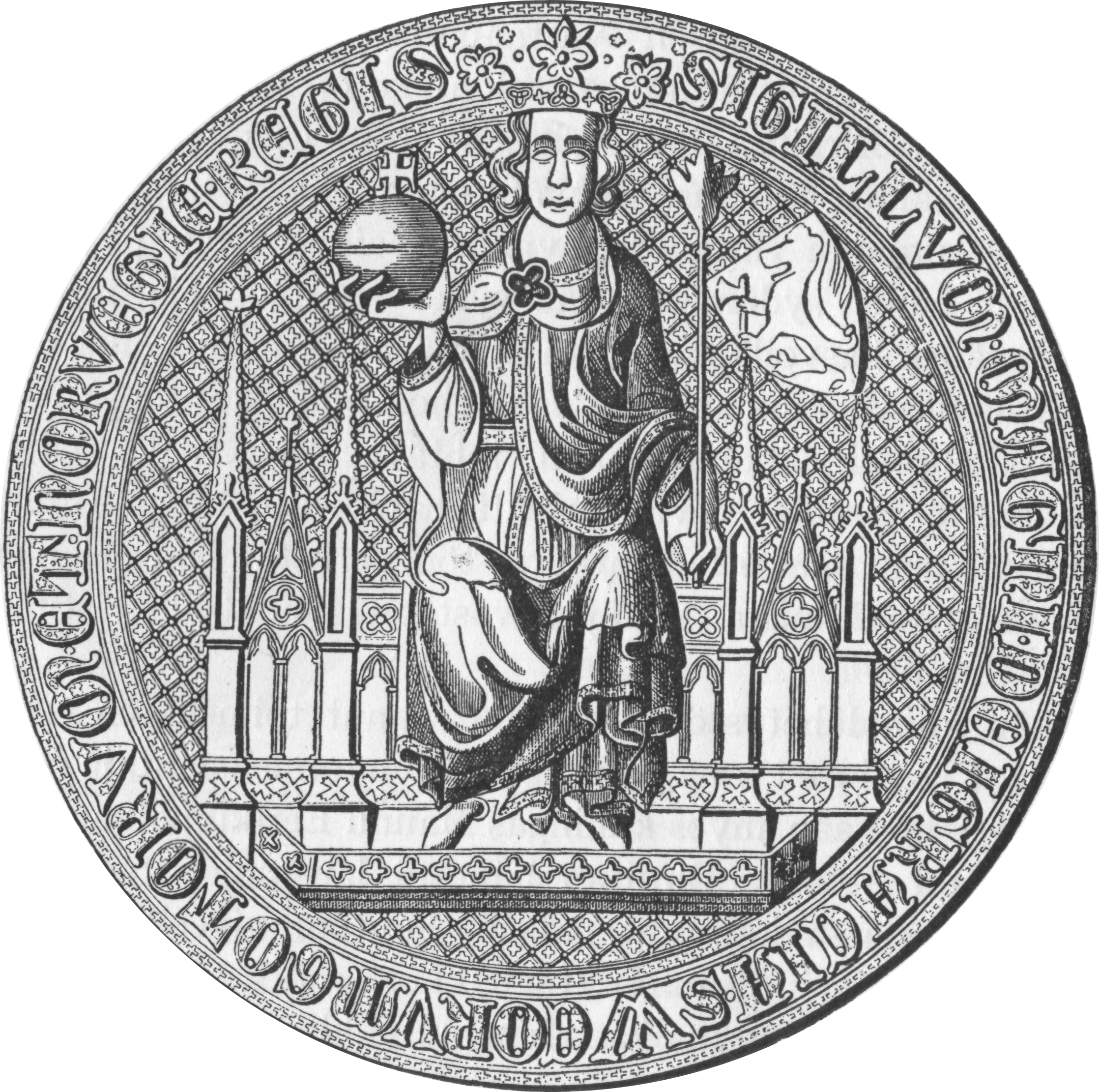
Siegel von Magnus Eriksson

Magnus Eriksson, in Norwegen auch als Magnus VII. bekannt, (* 1316; † 1. Dezember 1374) war von 1319 bis 1364 König von Schweden und von 1319 bis zur Aufteilung seines Reiches auf seine zwei Söhne im Jahr 1355 König von Norwegen.
Er war Sohn des Herzogs Erik Magnusson und von dessen Ehefrau, der norwegischen Prinzessin Ingebjørg Håkonsdatter. Somit war er der Enkel des schwedischen Königs Magnus I. Birgersson und des norwegischen Königs Håkon V. Magnusson. Er heiratete 1335 Blanche von Namur, durch ihre Mutter Maria von Artois Nachfahrin von Ludwig VIII. von Frankreich.

## Sein Leben

### Die ersten Jahre
Magnus Erikssons Vater, der Herzog Erik Magnusson, wurde beim Gastmahl von Nyköping im Jahr 1318 getötet. Im Jahre 1319, mit drei Jahren, erbte Magnus die norwegische Königskrone von seinem Großvater Håkon V. Magnusson und wurde im selben Jahr zum schwedischen König gewählt. In der Vormundschaftszeit gab es Spannungen zwischen Magnus’ Mutter Ingebjørg, die in Varberg residierte, und den schwedischen und norwegischen Ratsaristokratien. Magnus Eriksson übernahm um das Jahr 1331 die Herrschaft. Die finanziellen Mittel zur Zurückdrängung der Aristokratie fehlten, gleichwohl gelang es ihm bei seinem Aufenthalt Weihnachten 1332 in Oslo, mit Unterstützung der Großbauern ein Gesetz durchzusetzen, nach dem es verboten wurde, sich Setesvein ohne Erlaubnis des Königs zu halten. Damit wurde die den Großbauern verhasste Hirðaristokratie getroffen, die dieses Privileg bislang für sich beansprucht hatte. 1336 wurde er vom Dorpater Bischof Engelbert von Dolen gekrönt.

### Magnus übernimmt Schonen und Blekinge
Dänemark durchlitt eine politische Krise mit geschwächter Zentralmacht. Der Süden Hallands wurde an Magnus’ Stiefvater Knut Porse verpfändet. Die Landschaften Schonen und Blekinge an Johann von Holstein. Johanns Herrschaft erzeugte Unzufriedenheit und im Jahr 1332 schwor eine Delegation aus Schonen König Magnus die Treue. Nach Verhandlungen löste Magnus die Landschaften mit 34.000 Mark Silber ein. Im Jahr 1343 verzichtete der dänische König Waldemar auf Schonen, Blekinge und Halland.

### Fehlende Finanzen und der Kirchenbann
Unter anderem aufgrund der Einigung mit Johann von Holstein waren die Staatsfinanzen schwach. Magnus versuchte ohne Erfolg, Geld von den Hanseaten zu leihen. Dann erhob er Zwangsdarlehen von der Kirche. Das führte dazu, dass der Kirchenbann über ihn verhängt wurde. Ein missglückter „Kreuzzug“ nach Finnland 1348–1351 und der Ausbruch der Pest verschärften die finanzielle Lage noch mehr. Auch eine unpassend enge Beziehung zum jungen schwedischen Adligen Bengt Algotsson schadete seinem Ansehen. Hinzu kam die scharfe Kritik an ihm seitens Birgitta von Schweden, später heilige Birgitta. Sie hatte enge Verbindungen zu seiner Familie und nutzte sie politisch aus. Sie stieß sich an seiner unziemlichen Verbindung mit Bengt Algotsson und daran, dass er trotz des Bannes die Heilige Messe besuchte. Ob er tatsächlich eine homosexuelle Partnerschaft lebte, ist nicht sicher. Bengt Algotsson war der Bruder von Knut Algotsson, dem Schwiegersohn Birgittas.

### Magnus teilt sein Reich auf seine Söhne auf
1343/44 ließ Magnus seine Söhne Håkon und Erik als Thronfolger für Norwegen bzw. Schweden ausersehen. Das war aber in Zeiten der großen Pest gewesen, als die meisten Amts- und Machtpositionen unbesetzt gewesen waren. Deshalb, und weil er einen Kreuzzug gegen Karelien fortzusetzen beabsichtigte und sich den Rücken frei halten wollte, wiederholte er diese Einsetzung 1350 in Bergen. Für sich behielt er Helgeland, Island, die Färöer und die Shetland-Inseln. Håkon bekam 1355 die norwegische Königskrone, während Magnus Eriksson in Schweden weiterregierte. Bengt Algotsson riss 1355 die Besitzungen des Erzbischofs von Lund an sich, als dieser in Rom weilte, um das Pallium zu erhalten. Dies verstieß gegen das kirchliche Verbot der Verringerung kirchlichen Vermögens. Der schwedische Adel vermutete, dass Bengt Algotsson mit Billigung des Königs vorgegangen war. Er verbündete sich mit Erik und Magnus’ Schwager Albrecht von Mecklenburg. Die Unzufriedenheit Eriks, der auf die schwedische Königskrone gehofft hatte, wurde von der Ratsaristokratie geschürt. Er nahm den Königstitel an, und 1356 stellte er sich an die Spitze eines Aufstandes gegen seinen Vater. In einem Vergleich 1357 kam es zu einer administrativen Reichsteilung zwischen Vater und Sohn. Erik erhielt dabei Finnland und die dänischen Gebiete außer Nord-Halland von Bengt Algotsson. Doch starb Erik zwei Jahre danach. Waldemar Atterdag versuchte vergeblich, die Gelegenheit zu nutzen, um Schonen wieder zurückzugewinnen. 1359 versöhnten sich die beiden Könige und besiegelten den neuen Frieden mit der Verlobung zwischen Håkon Magnusson und der Tochter Waldemars, Margarethe I.

### Magnus’ Sohn Erik stirbt
Im gleichen Jahr starben (wie bereits erwähnt) sein Sohn und Mitkönig Erik und kurz darauf dessen schwangere Frau, ohne Erben zu hinterlassen. Magnus zog unverzüglich den bisherigen Herrschaftsbereich Eriks ein. 1360 gelang es Waldemar Atterdag, Schonen zurückzugewinnen. Dies erzeugte den Unwillen des schwedischen Adels und machte auch die Hanse und die norddeutschen Gebiete unruhig, da Dänemark nunmehr wieder den Øresund kontrollierte. Magnus verbündete sich mit der Hanse, um Schonen wiederzuerlangen, was allerdings missglückte. Stattdessen setzte ihn sein Sohn Håkon im Schloss Kalmar gefangen. Nach einem Vergleich wurde er wieder freigelassen, und Håkon wurde 1362 an Stelle seines toten Bruders schwedischer Mitkönig.

### Magnus und Håkon verlieren Schweden
Der nächste Aufstand der Ratsaristokratie im Machtkampf um das Reich erfolgte 1364, nachdem der norwegische König und schwedische Thronfolger Håkon Magnusson die Tochter des dänischen Königs Waldemar Atterdag geheiratet hatte. Albrecht von Mecklenburg wurde nach Schweden geholt und 1364 zum König gewählt. Im folgenden Krieg wurden der König Magnus Eriksson und sein Sohn Håkon Magnusson besiegt. Magnus Eriksson wurde gefangen genommen und erst nach sechs Jahren freigelassen. Er zog zu seinem Sohn nach Norwegen, wo er 1374 bei einem Schiffsunglück umkam.

## Nachruf
Birgitta von Schweden, der damaligen aristokratischen Opposition nahestehend, schilderte Magnus Eriksson als schwach und unmoralisch. Der schwedische Historiker Alf Åberg schreibt im Jahr 1978, dass die Forscher zu wenig wissen, um Magnus gerecht beurteilen zu können. Sicher war aber seine Zeit eine kulturelle Blütezeit in Schweden.

## Nachkommen
- Erik, Mitkönig von Schweden
- Haakon, Mitkönig von Schweden und König von Norwegen